# KFConsole
KFConsole és una consola de videojocs desenvolupada per Kentucky Fried Chicken i Cooler Master. Va ser anunciada el juny de 2020, i es va creure inicialment que es tractava d'un engany publicitari, fins al seu llançament oficial al desembre d'aquell mateix any. La consola compta amb diverses funcions, inclòs el traçat de raigs, resolució 4K i 240 fotogrames per segon. La característica més destacada del dispositiu és una "Chicken Chamber", o cambra per al pollastre fregit, patentada per KFC i que pot emmagatzemar i escalfar pollastre.

## Disseny
El disseny de la KFConsole s'inspira en el Bargain Bucket de KFC. La consola mateixa és un cilindre totalment negre amb un botó d'inici retroil·luminat a la part inferior de la Chicken Chamber, amb el logotip en roig de la consola. La Chicken Chamber és un calaix que s'obre i que té a l'interior un compartiment per a emmagatzemar aliments, especialment el pollastre fregit KFC. La Cambra també utilitza el sistema de calor i flux d'aire natural del sistema per a escalfar el contingut.

## Especificacions
La KFConsole funciona amb el procesador Intel Nuc 9 Extreme Compute Element. La consola és capaç de traçar raigs i té resolució 4K, amb 240 FPS en tots els jocs. El dispositiu també té suport per a realitat virtual. Els gràfics amb tecnologia Asus aparentment s'allotjaran en una "primera ranura de GPU intercanviable en calent" que, segons KFC, farà del dispositiu "la consola més potent de les generacions futures".
No s'ha anunciat cap data de llançament oficial per a la consola i tampoc no se sap el preu.